# يوها باها
يوها باخ  ( ユーハバッハ باليابانية:, Yūhabahha ) هي شخصية خيالية من مانجا وأنمي بليتش للمؤلف تايت كوبو. غالبًا ما يشار إليه ببساطة باسم "صاحب الجلالة" (陛下 ، هيكا) من قبل أتباعه وهو القيصر والامبراطور العظيم مدمر العوالم الثلاث وحاكمها ومحقق السلام، وهو الأب الروحي للكوينشي (滅 却 師 (ク イ ン シ ー) の 父 ، Kuinshī no Chichi) وإمبراطور الفاندنرايخ Wandenreich.
يعد يوهاباخ واحدا من أقوى الشخصيات في مانجا بليتش والاقوى في عالم الانمي بعد الريو [reio]، وأقوى عدو رئيسي ظهر على الإطلاق حيث أن البطل ايتشيغو لم يتمكن من هزيمته وإنما قام بذلك عن طريق مساعدة العديد من الشينيجامي مثل رينجي أباراي وأوريو إيشيدا وسوسكي آيزن. و يوهاباخ ابن ملك الارواح والأب الروحي للكوينشي بشكل عام، لكنه بالرغم من ذلك إلا أنه لا يهتم لحياتهم ويعتبر وجوده مرهون بأهدافه فقط، ويكره الأرانكر بشكل خاص ويرغب بموتهم وهو امبراطور الرايخ الثالث وقيصر امبراطوريتي الليخت رايخ والفاندن رايخ وهو مرعب وقاهر لكل الشينيغامي مات على يد كورساكي ايتشيغو بعدما غرز ايشيدا سهم النقيض فيه و طول يوهاباخ 188